# Kanton Boulogne-sur-Mer-1
Kanton Boulogne-sur-Mer-1 (francouzsky Canton de Boulogne-sur-Mer-1) je francouzský kanton v departementu Pas-de-Calais v regionu Hauts-de-France. Tvoří ho 6 obcí a část města Boulogne-sur-Mer. Zřízen byl v roce 2015.

## Obce kantonu
- Boulogne-sur-Mer (část)
- La Capelle-lès-Boulogne
- Conteville-lès-Boulogne
- Pernes-lès-Boulogne
- Pittefaux
- Wimereux
- Wimille